# 압둘라흐만 알아부드
압둘라흐만 알리 하산 알아부드(아랍어: عبد الرحمن علي حسان العبود, Abdulrahman Ali Hassan Al-Aboud, 1995년 6월 1일 ~ )는 사우디아라비아의 축구 선수이며 현재 알이티파크에서 윙어로 뛰고 있다.